# Patrice Martinez
Patrice Martinez (Albuquerque, 12 giugno 1963 – Burbank, 25 dicembre 2018) è stata un'attrice statunitense.

## Biografia
Figlia di una donna d'affari, Margarita Martinez-Cannon, e di un musicista, era sorella degli attori Benita (nata due anni dopo) e Benito Martinez. Da bambina si esibì in un teatro locale. Iniziò la sua carriera cinematografica da adolescente, lavorando come comparsa nel film Convoy - Trincea d'asfalto (1978).
Dopo il liceo si trasferì da Albuquerque per studiare alla prestigiosa Royal Academy of Dramatic Art (RADA) a Londra. Terminata la sua formazione alla RADA, ritornò negli Stati Uniti e presto si trasferì a Los Angeles, in California, dove iniziò a recitare regolarmente in produzioni televisive e cinematografiche. Apparve (insieme alla sorella Benita) nel film I tre amigos! (1986) e recitò in Magnum, P.I. con Tom Selleck, interpretando Linda Lee Ellison nella settima e nell'ottava stagione della serie tv. Successivamente apparve in altre serie, tra cui Miami Vice e Zorro, dove interpretò la locandiera Victoria Escalante, e in film come Beetlejuice - Spiritello porcello (1988) e The Effects of Magic (1998). Ottenne una parte in A Walk on the Moon - Complice la luna (1999).
Fu sposata dal 1987 al 1992 con il produttore-regista Daniel Camhi, di cui per qualche tempo assunse il cognome. Passò poi a nuove nozze con un altro uomo.
Patrice Martinez morì la notte tra il 24 e il 25 dicembre 2018 nella sua casa di Burbank, in California, dopo una lunga e non specificata malattia.

## Filmografia

### Cinema
- Convoy - Trincea d'asfalto (Convoy), regia di Sam Peckinpah (1978)
- I tre amigos! (¡Three Amigos!), regia di John Landis (1986)
- A Walk on the Moon, regia di Raphael D. Silver (1987)
- Beetlejuice - Spiritello porcello (Beetlejuice), regia di Tim Burton (1988)
- Vital Signs - Un anno, una vita (Vital Signs), regia di Marisa Silver (1990)
- The Effects of Magic, regia di Charlie e Chuck Martinez (1998)
- A Walk on the Moon - Complice la luna (A Walk on the Moon), regia di Tony Goldwyn (1999)

### Televisione
- Miami Vice - serie TV, episodio 3x09 (1986)
- Gunsmoke: sfida a Dodge City (Gunsmoke: Return to Dodge) (1987) - Film TV
- Magnum, P.I. - serie TV, 3 episodi (1987-1988)
- Zorro - serie TV, 89 episodi (1990-1993)
- Winnetous Rückkehr (1998) - Film TV
- Air America - serie TV, 1 episodio (1999)